# Сельгон (посёлок станции)
Сельго́н — посёлок станции в Амурском районе Хабаровского края. Входит в состав Санболинского сельского поселения.

## География
Посёлок Сельгон расположен на железнодорожной линии Волочаевка II — Комсомольск-на-Амуре между пос. Нусхи и Разъездом 18. В посёлке — подменный пункт локомотивных бригад. В 7,5 км на северо-восток — Сельгонское месторождение известняков.

## Население
| 1992 | 2002 | 2010 | 2011 | 2012 | 2021 |
| ---- | ---- | ---- | ---- | ---- | ---- |
| 97   | ↗112 | ↘82  | ↘81  | →81  | ↘71  |